# Based on a True Story (serie televisiva)
Based on a True Story è una serie televisiva statunitense con protagonista Kaley Cuoco e Chris Messina.

## Trama
Ava è un'agente immobiliare incinta appassionata delle storie di true crime, passione che condivide con le sue amiche. Il marito Nathan è un'ex promessa del tennis che non ha proseguito la carriera per un infortunio e fa l'istruttore in un esclusivo club di Los Angeles. Non conducono una vita agiata e hanno continui problemi economici. Un giorno chiamano l'idraulico Matt per fare dei lavori in casa e tra i due uomini si instaura un'amicizia. In realtà Matt è un serial killer che uccide giovani donne conosciuto dai media come "L'assassino del Westside". Insospettiti da una serie di indizi Ava e Nathan scoprono il suo segreto ma anziché denunciarlo pensano di sfruttare la passione del pubblico per il true crime e creare un podcast (Based on a true story) con protagonista proprio Matt per fare tanti soldi e cambiare la propria vita. Matt accetta ma ben presto prende il controllo della situazione e detta le regole. 
I due coniugi si rendono conto che la cosa gli sta sfuggendo di mano quando, durante un meeting a Las Vegas, una donna, che sostiene di essere l'unica sopravvissuta al serial killer, muore cadendo da un grattacielo e Matt, pur professandosi innocente, riesce a rendere virale il podcast raccontando in diretta gli avvenimenti. I due coniugi devono quindi affrontare la nuova situazione temendo sempre le ripercussioni di Matt, il quale uccide la migliore amica di Ava, che aveva scoperto il loro segreto e li voleva denunciare. Nel frattempo il loro rapporto sembra essere comunque in crisi, visto che entrambi hanno continui desideri sessuali con altri partner.

## Episodi
| Stagione         | Episodi | Pubblicazione USA | Prima TV Italia |
| ---------------- | ------- | ----------------- | --------------- |
| Prima stagione   | 8       | 2023              | 2024            |
| Seconda stagione | 8       | 2024              | 2025            |

## Personaggi e interpreti

### Personaggi principali
- Ava Bartlett (stagione 1), interpretata da Kaley Cuoco. Un'agente immobiliare incinta appassionata di true crime.
- Nathan Bartlett (stagione 1), interpretato da Chris Messina. Marito di Ava e un allenatore di tennis che era un famoso tennista prima di un infortunio al ginocchio che ha posto fine alla carriera.
- Matt Pierce (stagione 1), interpretato da Tom Bateman. Un idraulico che fa amicizia con Nathan.
- Ruby Gale (stagione 1), interpretata da Priscilla Quintana. Una ricca amica di Ava.
- Tory Thompson (stagione 1), interpretata da Liana Liberato. Sorella minore di Ava che vive con lei e Nathan.
- Chloe Lake (stagione 1), interpretata da Natalia Dyer. Una barista che una sera cattura l'attenzione di Matt e Nathan in un bar.

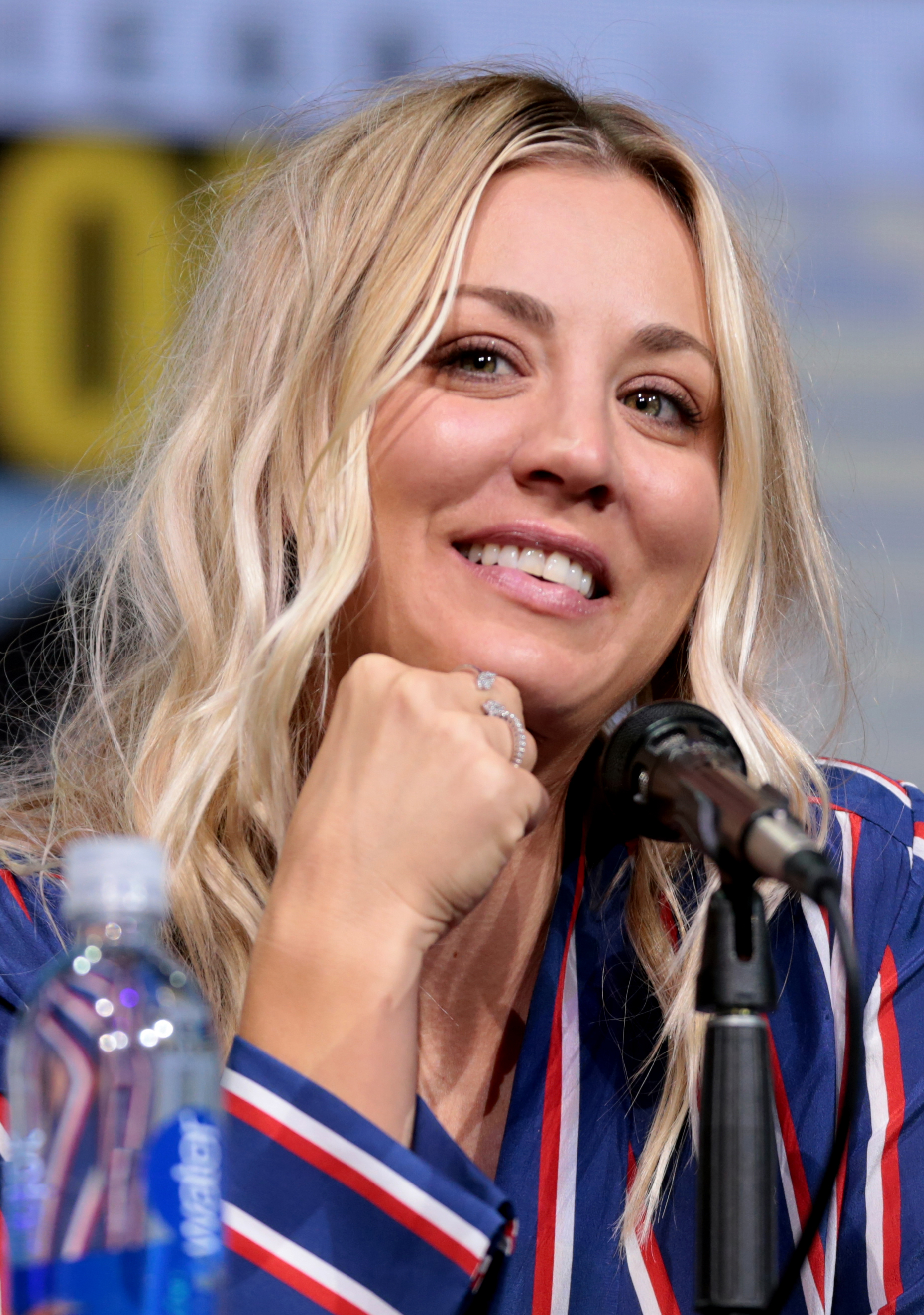
Kaley Cuoco
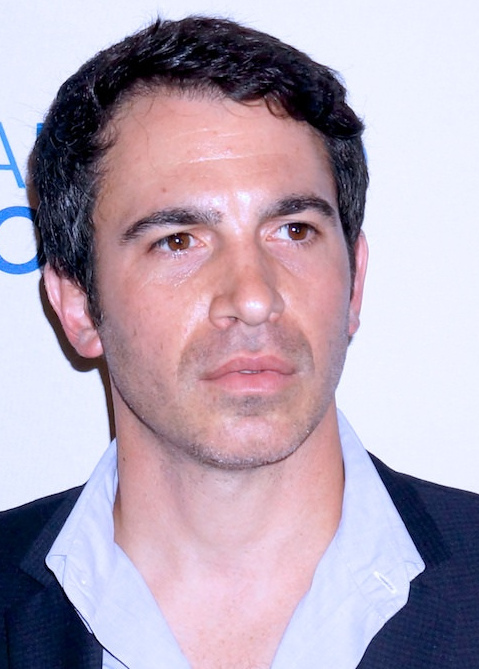
Chris Messina
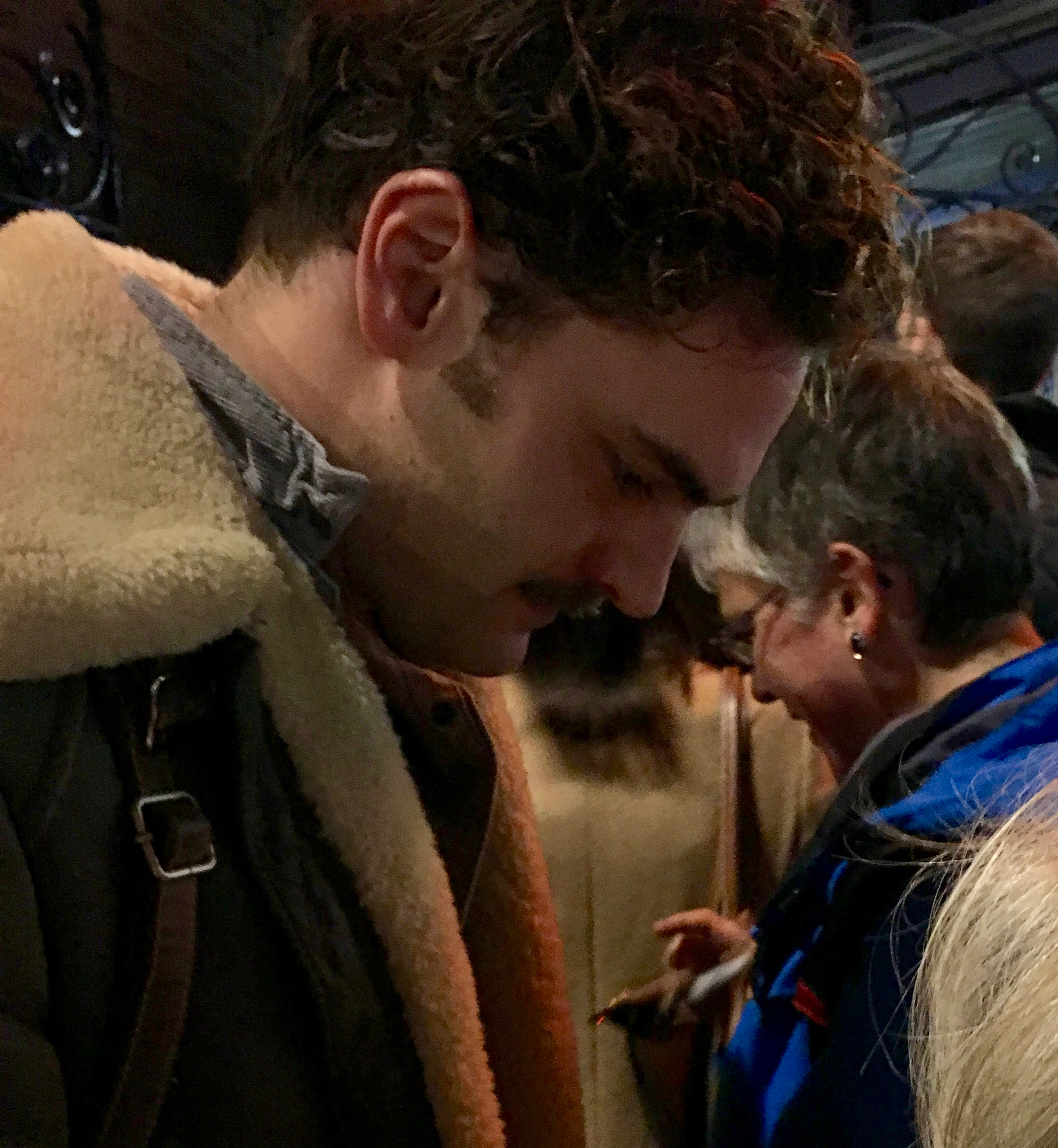
Tom Bateman
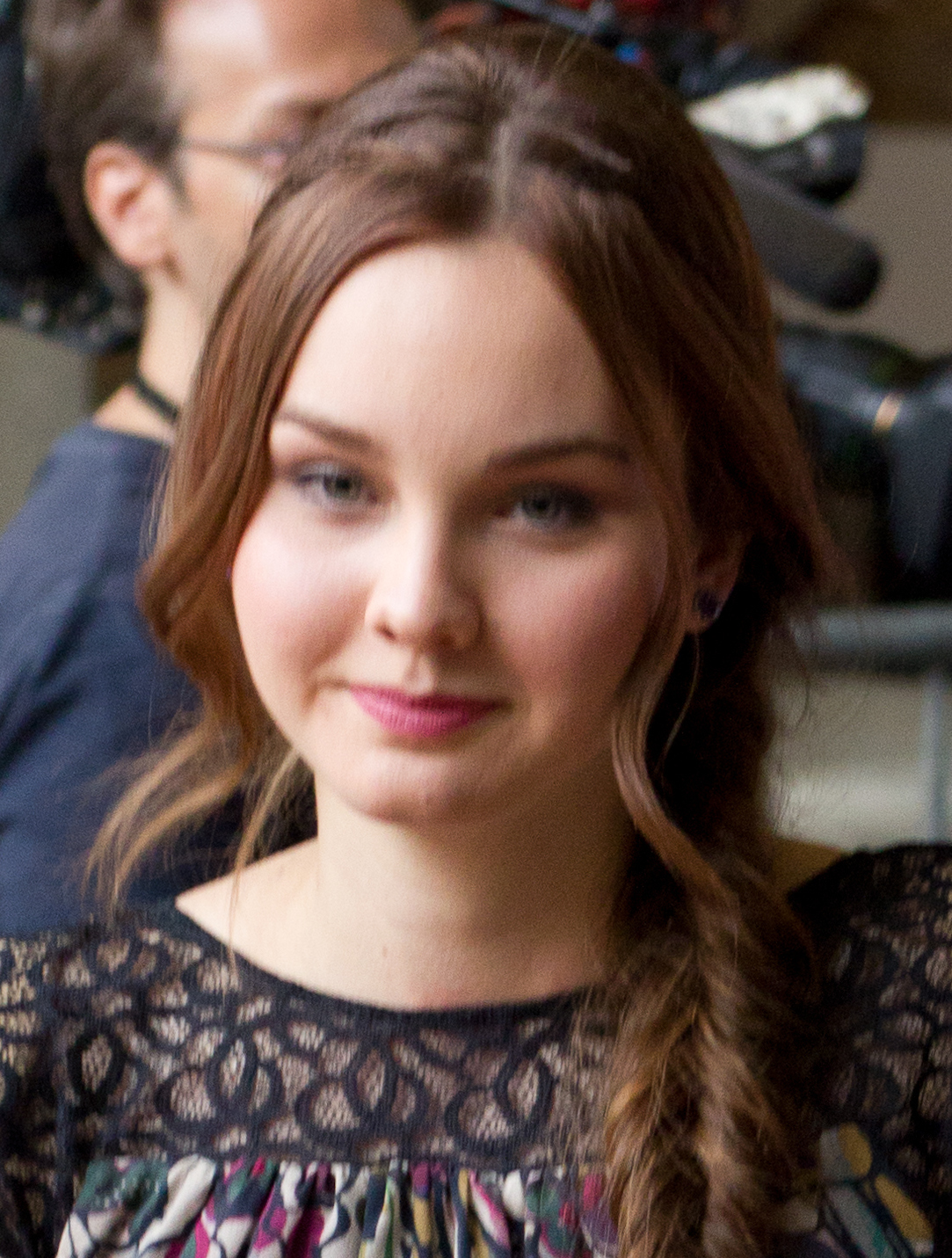
Liana Liberato
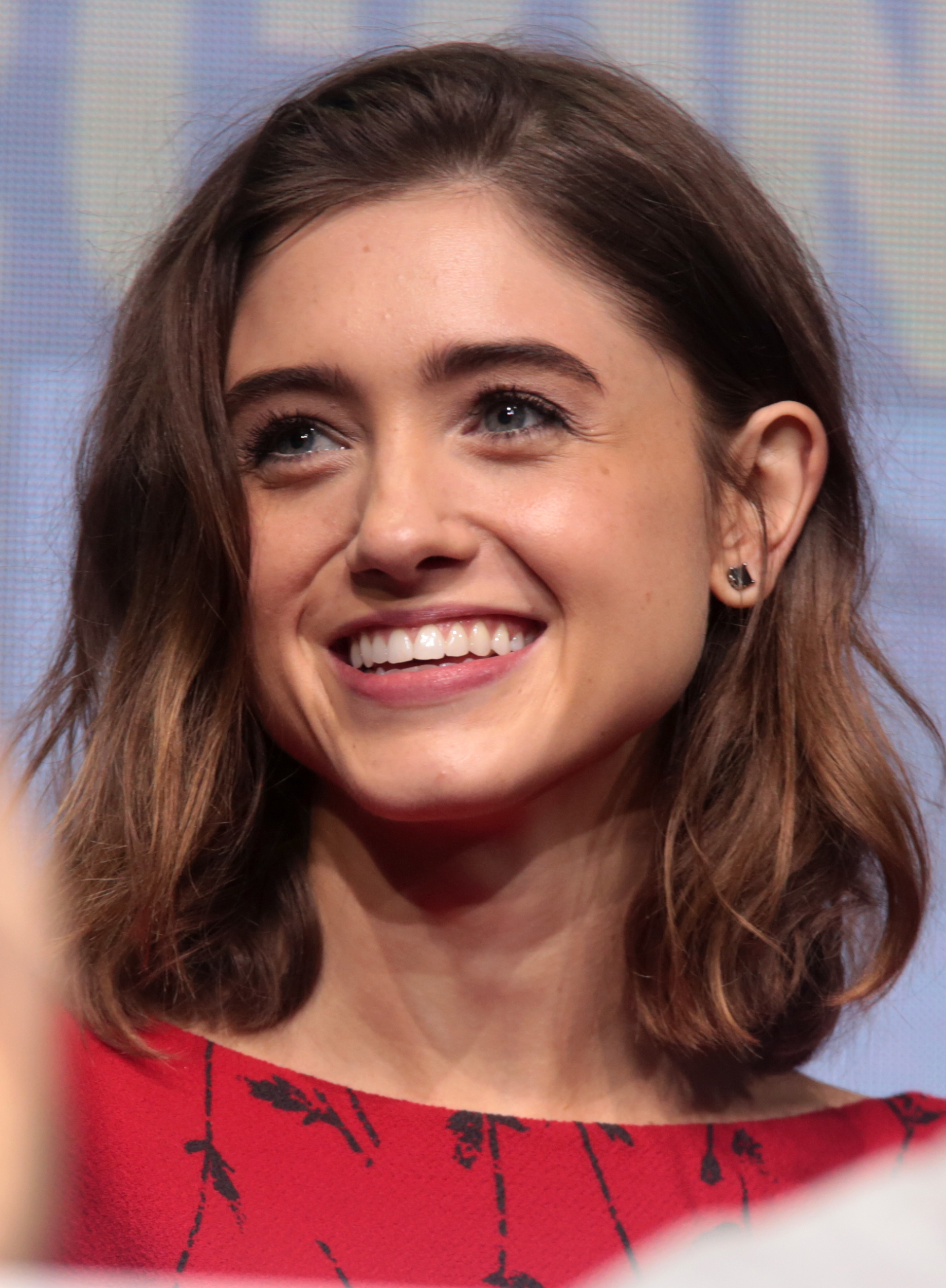
Natalia Dyer
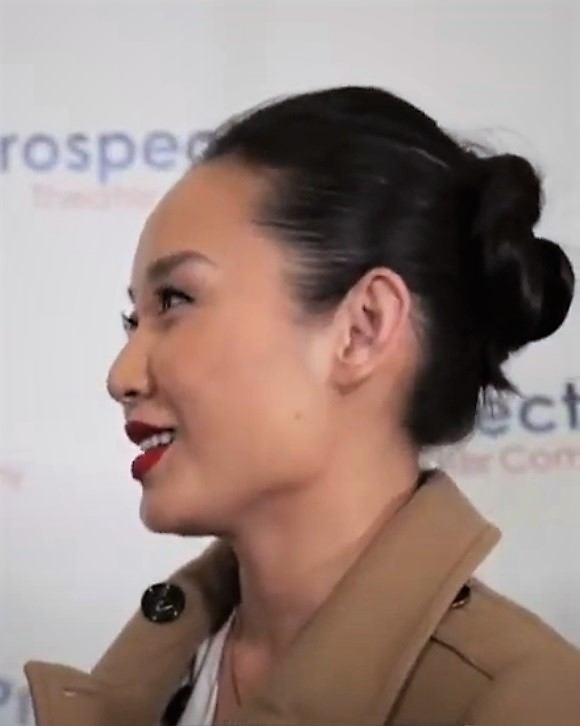
Li Jun Li
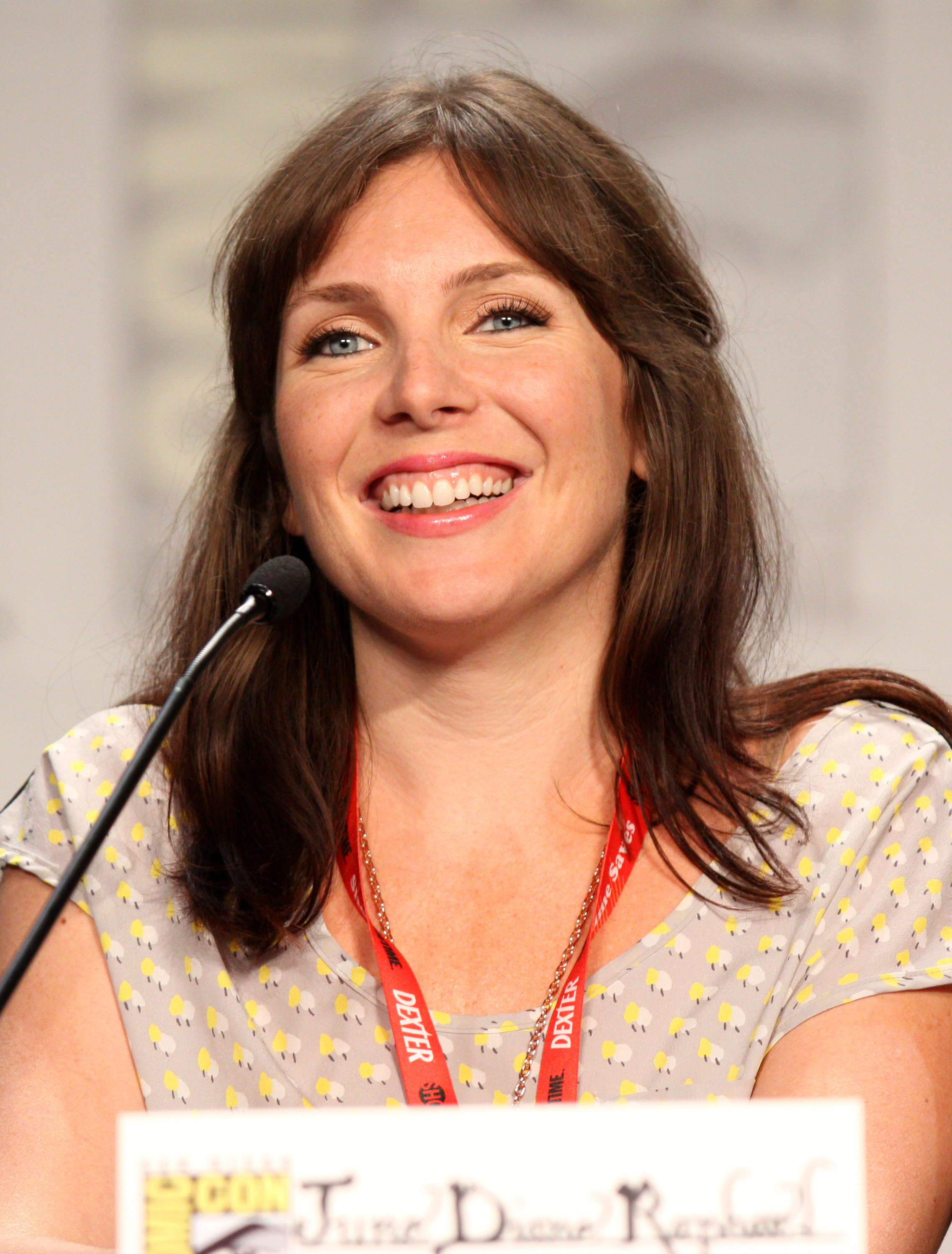
June Diane Raphael
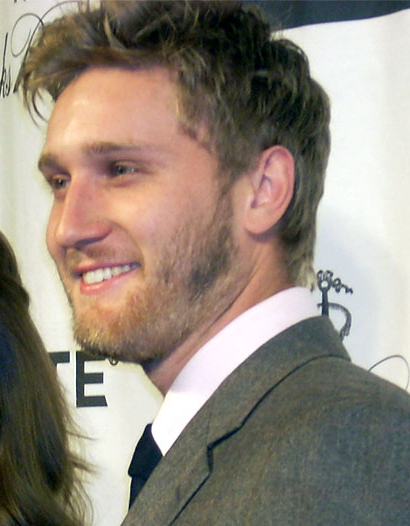
Aaron Staton

### Personaggi secondari
- Michelle (stagione 1), interpretata da Li Jun Li. Collega di Nathan al country club.
- Serena (stagione 1), interpretata da Annabelle Dexter-Jones. Una delle migliori amiche di Ava.
- Carolyn (stagione 1), interpretata da Aisha Alfa. Un'altra delle migliori amiche di Ava.
- Ryan (stagione 1), interpretato da Alex Alomar Akpobome. Un cliente di Ava che sta cercando di acquistare una villa.
- June Diane Raphael nel ruolo della sorella di Lipinski.
- Paul (stagione 1), interpretato da Brandon Keener. Marito di Serena.
- Detective Quincy Burrell (stagione 1), interpretato da Miles Mussenden.
- Carlos (stagione 1), interpretato da Sebastian Quinn. L'amante di Ruby.
- Jessica St. Clair nel ruolo della sorella Lipinski.
- Simon (stagione 1), interpretato da Aaron Staton. Marito di Ruby.
- Richard (stagione 1), interpretato da Timm Sharp. Marito di Carolyn.
- Detective Jessie Peterson (stagione 1), interpretata da Yvonne Senat Jones.
- Dahlia Stone (stagione 1), interpretata da Lizze Broadway.
- Melissa Lake (stagione 1), interpretata da Ever Carradine. Madre di Chloe.
- Claire Holt come scrittrice televisiva.
- Jacob (stagione 1), interpretato da George Sear. L'appuntamento con Bumble di Tory.

## Produzione
Nell'aprile 2022 è stato annunciato che Peacock aveva dato un ordine diretto a una serie commedia thriller creata da Craig Rosenberg e Jason Bateman. Ad agosto è stato annunciato che Kaley Cuoco si era unita al cast principale nel ruolo dell'agente immobiliare, Ava Bartlett. A ottobre, è stato annunciato che Chris Messina era stato scelto per il ruolo di Nathan, il marito di Ava, con un casting aggiuntivo che includeva Tom Bateman, Liana Liberato, Priscilla Quintana, Natalia Dyer e Li Jun Li annunciati il mese successivo.
La serie è prodotta da Jason Bateman e Michael Costigan attraverso Aggregate Films e Craig Rosenberg. Roxie Rodriguez è co-produttrice esecutiva per Aggregate Films. Le società di produzione della serie includono Aggregate Films e Universal Content Productions. A ottobre 2023 la serie è stata rinnovata per una seconda stagione, uscita il 21 novembre 2024.

## Distribuzione
Negli Stati Uniti tutti gli otto episodi sono stati pubblicati in su Peacock l'8 giugno 2023. In Italia è stata pubblicata dal 29 marzo 2024 su RaiPlay.

## Accoglienza
Sull'aggregatore di recensioni Rotten Tomatoes la prima stagione ottiene il 75% delle recensioni professionali positive, con un voto medio di 6,70 su 10 basato su 40 critiche, mentre su Metacritic ha un punteggio di 60 su 100 basato su 22 recensioni.